# Édouard Detaille
Jean Baptiste Édouard Detaille (Paris, 5 de outubro de 1848 — Paris, 23 de dezembro de 1912) foi um pintor academicista francês.
Estudou no ateliê de Ernest Meissonier e tornou-se famoso por suas representações de batalhas, manobras, uniformes e da vida militar. Graças à sua exatidão literal - herdada de seu professor - suas obras permaneceram como uma importante fonte para o estudo da história militar do século XIX.

## Galeria

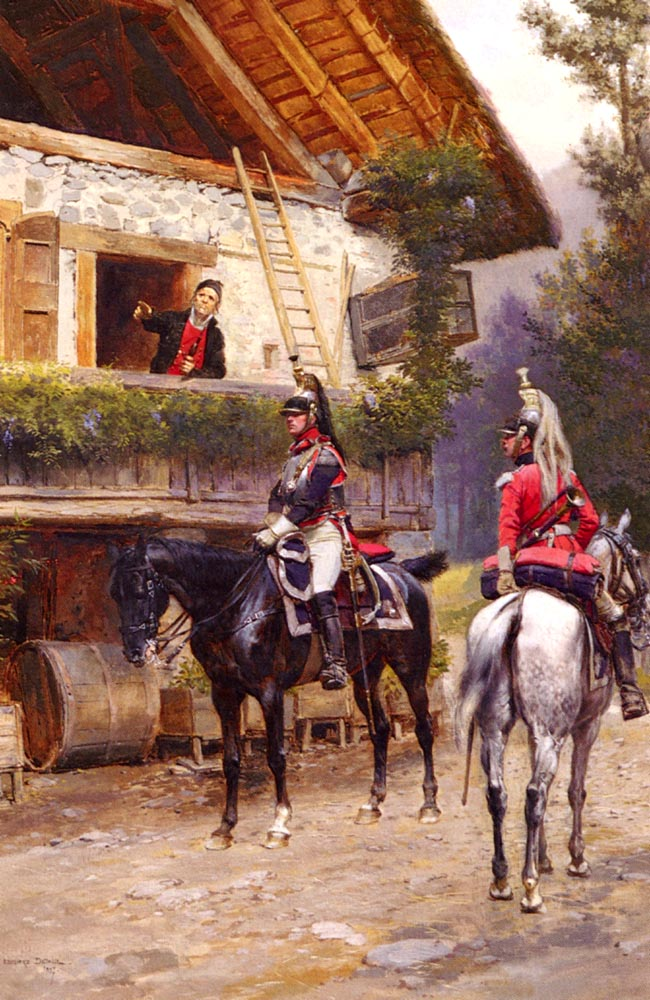
Oficiais de um regimento de couraceiros.
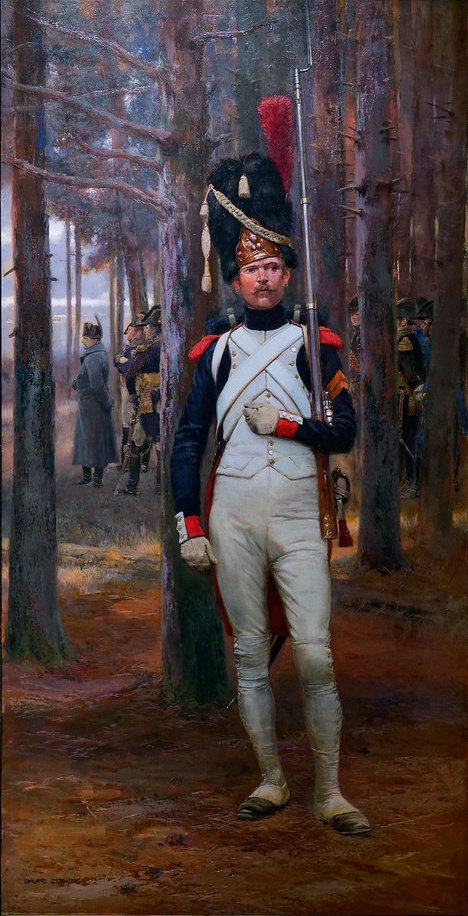
Granadeiro da Velha Guarda.
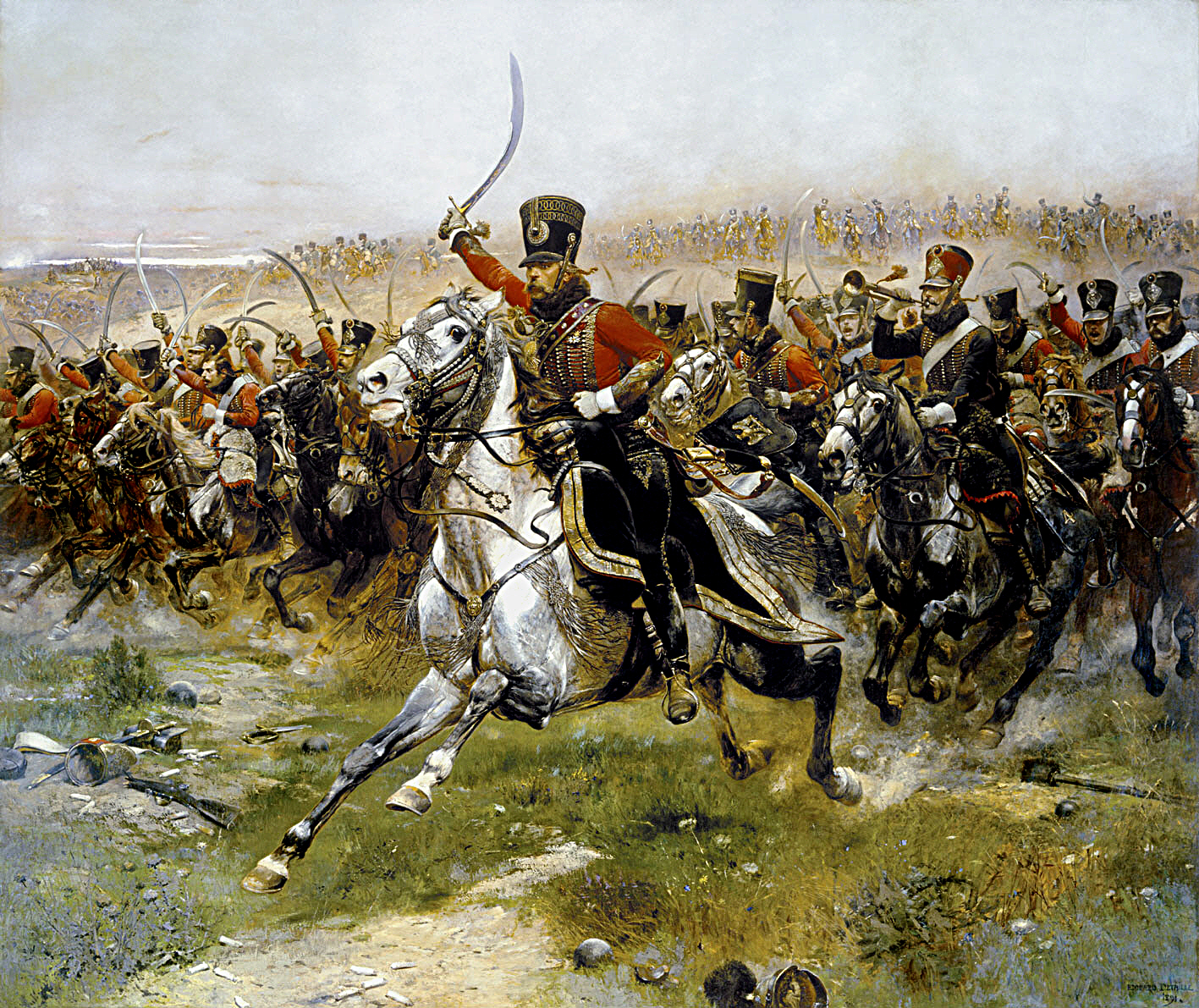
Carga de cavalaria: Viva o Imperador!

## Obras
- L'Armée française : types et uniformes (1885-1889). Desenhos de Detaille e texto de Jules Richard.
- Autour du Concile : souvenirs et croquis d'un artiste à Rome (1887). Ilustrações de Detaille, gravuras de Ferdinand Heilbuth e texto de Charles Yriarte.
- Cavaliers de Napoléon (1895). Ilustrações de Detaille e texto de Frédéric Masson.